# 狄乐播
狄乐播（Robert McCheyne Mateer，1853年2月8日—1921年9月5日），美北长老会派往中国的传教士，爲被誉为「十九世纪后期最有影响的传教士教育家」的传教士狄考文（Calvin Wilson Matteer，1836年-1908年）之三弟。

## 生平
狄乐播于1853年2月8日出生在美国宾夕法尼亚州彼得堡的一个基督徒家庭，父母皆为长老会信徒。狄乐播的三哥狄考文被誉为「十九世纪后期最有影响的传教士教育家」，曾在山东登州创办了中国近代第一所教会大学登州文会馆。狄乐播作为美北长老会派往中国的传教士，于1881年随哥哥狄考文来华，在登州接受两年的中文学习後，前往潍坊潍县，和妻子狄珍珠（阿撤拉氏）（Medge D.Mateer）一起在当地建立起著名的乐道院。1921年9月5日，传教近40年的狄乐播在潍县逝世。

## 贡献
- 创办了乐道院。樂道院集教堂、醫院、學校、公園為一體，用以傳教、辦學和開辦診所，是濰坊市廣文中學和濰坊市人民醫院的前身。
- 著有《太平洋传道录》。